# Darkroom (Paul McCartney)
Darkroom è un brano di Paul McCartney, pubblicato sul suo album McCartney II del 1980.

## Il brano
Darkroom, la canzone più breve dell'album, venne improvvisata basandosi sul groove di un singolo accordo; buona parte dei pezzi di McCartney II sono stati infatti improvvisati. L'autore ha affermato che il testo non ha niente a che fare con la moglie Linda, ma ha detto che era rimasto affascinato dalla parola che ha dato il titolo alla canzone, pensando che possa semplicemente intendere una camera scura, una camera oscura od una dark room; riguardo a quest'ultima, il brano presenta molti doppi sensi.
Quando si decise che l'album McCartney II non sarebbe stato doppio ma singolo, questo pezzo venne tagliato fuori, così come molte altre canzoni. Questo avvenne perché era troppo lunga: originariamente, la durata era allungata da numerosi rumori; quando McCartney ne fece un edit, venne decisa per la pubblicazione. Comunque, la versione originale è stata pubblicata ufficialmente sulla ristampa dell'LP del 2011, sul terzo disco. Darkroom venne anche pubblicata sull'album Twin Freaks del 2005.

## Formazione
- Paul McCartney - voce, tastiere, batteria, percussioni[1]